# Bella (namn)

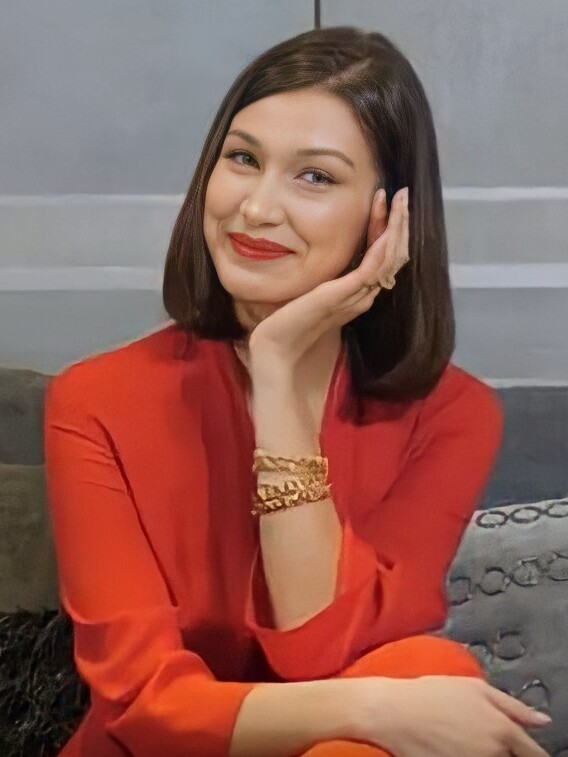
Bella Hadid, 2018.

Bella är ett italienskt kvinnonamn som betyder vacker. Det kan även vara en kortform av Isabella. Namnet har funnits i Sverige sedan slutet av 1800-talet.
Den 31 december 2014 fanns det totalt 1 469 kvinnor folkbokförda i Sverige med namnet Bella, varav 1 063 bar det som tilltalsnamn.
Namnsdag: saknas

## Personer med namnet Bella
- Bella Achmadulina, rysk författare
- Bella Hadid, amerikansk fotomodell